# Марат (ім'я)
Марат — татарське чоловіче ім'я, широко розповсюджене на території колишніх радянських республік. З татарської мови може бути перекладено як «прагнення» (прагнути) або «бажання». Походить від турецького імені Мурат.

## Відомі люди на ім'я Марат
- Валіуллін Марат Фарітович — російський хокеїст.
- Ізмайлов Марат Наїльович — російський футболіст.
- Калімулін Марат Натфулович — російський хокеїст.
- Махмутов Марат Максутович — російський футболіст.
- Мулашев Марат Лензович — радянський та російський футболіст.
- Сафін Марат Михайлович — російський тенісист-професіонал.
- Тищенко Марат Миколайович — російський авіаконструктор.
- Хуснуллін Марат Шакірзянович — російський державний діяч.
- Шпак Марат Терентійович — український фізик.